# Skandinaviska björnprojektet
Skandinaviska björnprojektet inleddes som ett norskt-svenskt samarbete 1987. Projektet tog sin början i Sverige två år tidigare, 1985. Det handlade då om dels Sareks nationalpark i Lappland, dels om områden i Dalarna och Hälsingland.
1987 utvecklades det till ett gemensamt svensk-norskt projekt och studieområdet i Dalarna/Hälsingland utvidgades med områden i östra delen av dåvarande Hedmark fylke i Norge. 
Projektet har två studieområden. Det ena ligger väster om Jokkmokk i norra Sverige. Det andra ligger i Dalarnas och Gävleborgs län i Mellansverige och i östra Hedmark i Norge.
Det skandinaviska björnprojektets målsättning och ambition är följande:
- Att dokumentera brunbjörnens grundläggande ekologi.
- Att förse myndigheter med data och rekommendationer om brunbjörnen.
- Att förmedla information och kunskap om brunbjörnen till myndigheter och allmänheten.